# Sarah Bouhaddi
Sarah Bouhaddi, född 17 oktober 1986 i Cannes, är en fransk fotbollsspelare (målvakt). Hon representerar klubben Paris Saint-Germain sedan år 2022. Hon har tidigare representerat FCF Juvisy, Toulouse FC och Lyon.
Bouhaddi var landslagsspelare för Frankrike mellan 2004 och 2020. Hon gjorde totalt sett 149 landskamper. Hon var en del av Frankrikes trupp i VM i Kanada år 2015 där hon spelade i samtliga matcher för landet. Hon gjorde sin debut i landslaget i en match mot Skottland den 21 februari 2004.